# فورویین
فورویین (به انگلیسی: Furoin) یک ترکیب شیمیایی با شناسه پاب‌کم ۱۱۱۰۰ است. 